# Parti du front national (Libye)
Pour les articles homonymes, voir Front national.
Le Parti du front national -PFN- (arabe : حزب الجبهة الوطنية, Hizb Al-Jabha Al-Wataniyya) est un parti politique libyen, issu de l'ancien Front de salut national libyen qui regroupait les opposants en exil du dictateur Mouammar Kadhafi.

## Histoire
Le 9 mai 2012, le Front de salut national libyen décide de se transformer en un parti politique et prend le nom de Parti du front national. Mohamed Youssef el-Megaryef en devient président. En juillet de la même année, le parti présente 45 candidats, dont 22 femmes aux élections du Congrès général national. Avec un score de 4,08 % des voix, il remporte trois sièges sur les 80 réservés aux partis politiques.
Le 9 août, son dirigeant Mohamed Youssef el-Megaryef est élu président du Congrès général national.

## Instances dirigeantes
Le parti est dirigé par un comité de seize membres à la tête duquel se trouve le président. Depuis 2012, cette fonction est occupée par Ali Abdallah Mohamed.

## Idéologie
Le PFN se positionne comme un parti libéral progressiste qui soutient le pluralisme et la démocratie. Il met l'accent sur le développement économique, la sécurité, les droits des femmes et la défense des combattants lors de la guerre civile de 2011. Il considère que le jugement des anciens responsables du régime de Kadhafi est un préalable à la réconciliation nationale. Il est favorable à la décentralisation, mais opposé au fédéralisme. Enfin, en ce qui concerne la place de l'islam, il lui reconnaît un rôle de guide dans les affaires de l'État, mais ne mentionne pas l'inscription de la loi islamique dans la Constitution.